# Incipit

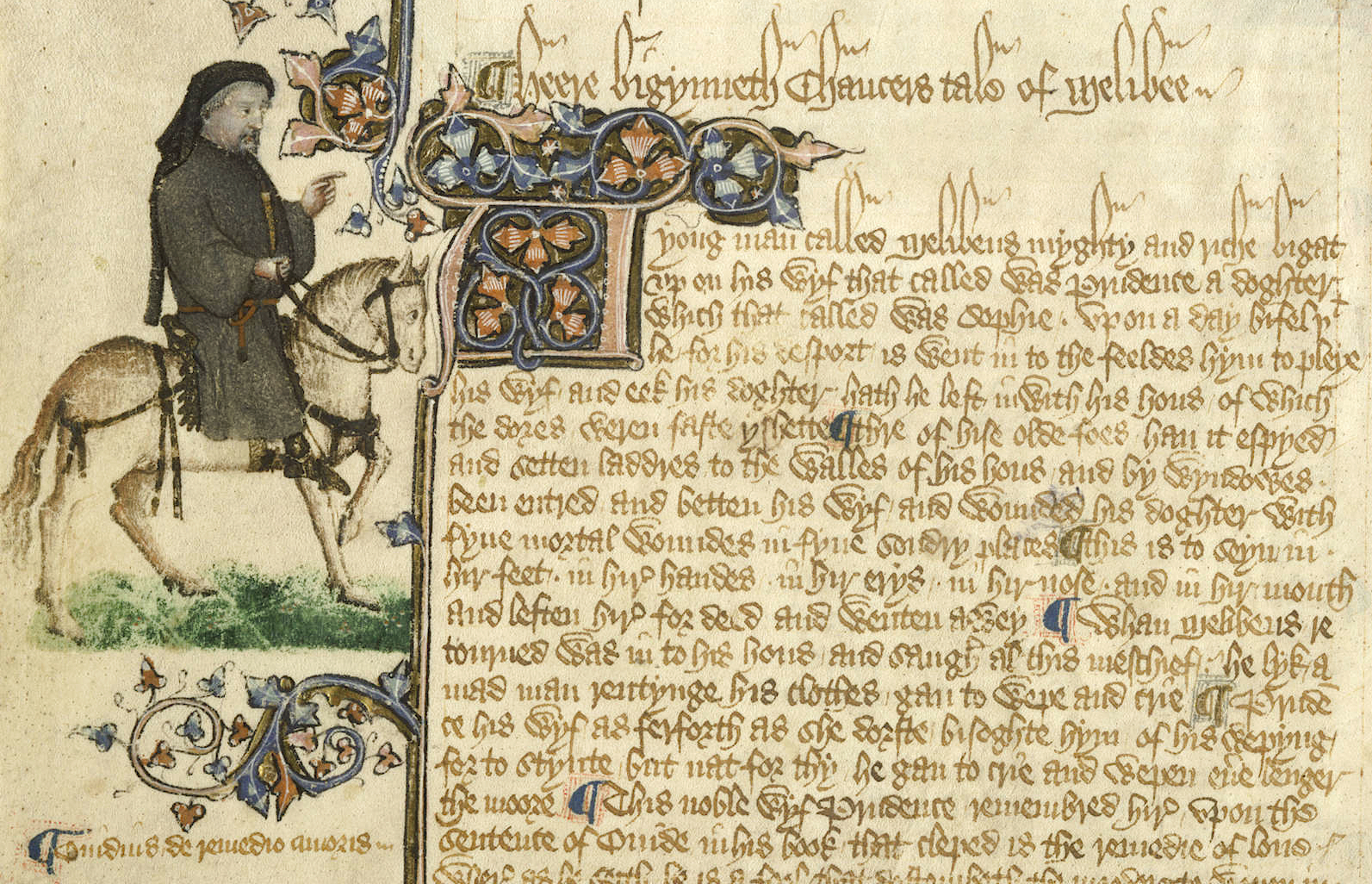
Chaucers porträtt i Ellesmerehandskriften till Canterbury Tales.

Incipit (latin för "det börjar", tredje person singular av verbet incipere, "börja") betecknar man idag de första orden i en litterär text; ofta även upptakten till en nottext (så är till exempel några av Wolfgang Amadeus Mozarts kompositioner endast angivna genom sitt incipit i hans egenhändiga verkförteckning).
Exempel på äldre litteratur som ursprungligen saknade titel men som givits en incipit-titel efter inledningsorden eller ‐ordet är den äldsta bevarade tyska boken Abrogans, den senmedeltida svenska dikten Gamble man och Germania av Publius Cornelius Tacitus. På liknande sätt har Heimskringla namngivits efter inledningen “Kringla heimsins” (jordens rund).